# 1942

## الأحداث
- تأسيس مدينة بارون-اورت[الإنجليزية] وتقع حاليا في منغوليا.
- تأسيس مدينة كيليماني وتقع حاليا في موزمبيق.
- 4 يوليو: نهاية حصار سيفاستوبول والذي بدأ في 30 أكتوبر 1941.
- 20 نوفمبر: نهاية حصار مالطا والذي بدأ في 11 يونيو 1940.
- نهاية الحرب الإكوادورية-البيروفية في 29 يناير 1942 والتي بدأت في 5 يوليو 1941.

## مواليد
- سعاد العطار ، فنانة تشكيلية عراقية.
- حميد المطبعي، أديب وشاعر عراقي.
- ماجد الشطي، مذيع وإعلامي كويتي.
- أحمد الهارون، وزير كويتي سابق.
- سلمان حمود الصباح، رئيس اتحاد كرة القدم الكويتي السابق.
- عبد الرحمن محمد العثمان، رئيس سابق للأركان العامة للجيش الكويتي.
- إدريس بنصاري، أكاديمي مغربي.

### يناير
- - 1 يناير - عبد الرحمن أبو القاسم، ممثل فلسطيني.
- 24 يناير -  لودميلا سافيليفا، ممثلة روسية.
- 17 يناير - محمد علي كلاي٬ ملاكم أمريكي مسلم.

### فبراير
- 1 فبراير -  منى واصف، ممثلة سورية.
- 2 فبراير -  إيهود باراك، رئيس وزراء إسرائيل من 1999 إلى 2001.

### مارس
- 21 مارس -  علي عبد الله صالح، آخر رؤوساء الجمهورية العربية اليمنية.وأول رئيس للجمهورية اليمنية
- 29 مارس -  كينيتشي أوغاتا، ممثل أداء صوتي ياباني.

### مايو
- 16 مايو -  ياسر العظمة، ممثل سوري.
- 22 مايو -  سعاد محمد الصباح، شاعرة وكاتبة كويتية.
- 31 مايو - علي القاسمي، معجمي ومترجم وكاتب عراقي.

### يونيو
- 7 يونيو -  معمر القذافي، سياسي وثوري ليبي.

### نوفمبر
- 26 نوفمبر -  خليل كلفت، مثقف وكاتب مصري.
- أحمد بن عبدالعزيز آل سعود وزير الداخلية السابق
- هذلول بن عبدالعزيز آل سعود سياسي سعودي
- عبدالمجيد بن عبدالعزيز آل سعود سياسي سعودي
- مشهور بن عبدالعزيز آل سعود سياسي سعودي

### ديسمبر
- تشغيل أول مفاعل نووي في العالم في مدينة شيكاغو الأمريكية بإشراف العالِم الإيطالي إنريكو فيرمي.

## وفيات
- أحمد خالد المشاري، شاعر كويتي.
- قدسي الشيرازي، شاعر إيراني.

## نال جائزة نوبل
- في الفيزياء – محجوبة بسبب الحرب.
- في الكيمياء – محجوبة بسبب الحرب.
- في الطب – محجوبة بسبب الحرب.
- في الأدب – محجوبة بسبب الحرب.
- في السلام – محجوبة بسبب الحرب.